# Musauli
Musauli – gaun wikas samiti w środkowej części Nepalu  w strefie Dźanakpur w dystrykcie Sarlahi. Według nepalskiego spisu powszechnego z 2001 roku liczył on 655 gospodarstw domowych i 4195 mieszkańców (2030 kobiet i 2165 mężczyzn).